# Chiesa di San Michele Arcangelo e San Gottardo Vescovo
La chiesa di San Michele Arcangelo e San Gottardo Vescovo è il principale luogo di culto cattolico di Valpiana, frazione di Serina in provincia e diocesi di Bergamo. Fa parte del vicariato di Selvino-Serina.

## Storia
La prima citazione della chiesa è inserita nella relazione della visita pastorale del vescovo Pietro Lippomano dell'11 luglio 1536. L'antico luogo di culto era intitolato a san Gottardo. L'edificio fu completamente riedificato negli anni tra il 1650 e il 1700. 

Nel 1699 la chiesa ricevette la visita del vescovo Giovanni Paolo Dolfin. Alla relazione fu allegato un documento redatto dall'allora parroco don Martino Carrara che fece una descrizione dell'edificio: 
(Atti della visita pastorale del vescovo Dolfin)
Il 1º febbraio 1832 la chiesa ottenne il permesso di custodire il Santissimo nell'altare maggiore. Dalle visite pastorali che si susseguirono risulta la creazione di nuovi altari e la loro consacrazione. Nel 1945 fu realizzato il nuovo fonte battesimale in marmo. Nel 1950 la chiesa fu oggetto di ampliamento su progetto di Sandro Angelini. Furono creati nuovi altari e il 13 agosto 1955 il nuovo edificio fu consacrato dal vescovo Giuseppe Piazzi con l'intitolazione all'arcangelo Michele e al vescovo Gottardo. Nell'occasione il vescovo fece dono delle reliquie dei santi Alessandro, Adriano, Gottardo, Giovanni Bosco e Pio X che furono sigillate nella mensa del nuovo altare. Nel Novecento fu poi oggetto di lavori di mantenimento. Negli anni settanta fu collocato il nuovo altare in marmo nel centro del presbiterio, rivolto verso la navata e rispondente all'adeguamento liturgico delle chiese.
La chiesa fu elevata canonicamente a parrocchiale l'11 marzo 1949, con decreto del vescovo Adriano Bernareggi smembrandola da quella di Santa Maria Annunziata di Serina.
Il 27 maggio 1979 con decreto del vescovo Giulio Oggioni la chiesa fu inserita nel vicariato di Selvino-Serina.
Nel 2019 ha festeggiato i suoi 70 anni di formazione a parrocchia autonoma. Sempre nello stesso anno sono iniziati i lavori di ristrutturazione terminati a settembre 2021 con la donazione da parte di un donatore delle statue di San Michele e Gottardo poste nelle nicchie della facciata principale.
L'inaugurazione della chiesa con la benedizione delle statue e del nuovo altare della Madonna si è svolta il 4 maggio 2022 festa patronale di San Gottardo. La medesima cerimonia è stata presieduta da  Maurizio Malvestiti, vescovo di Lodi.

## Descrizione

### Esterno
L'edificio di culto dal classico orientamento liturgico, è anticipato dal sagrato posto in leggera pendenza con pavimentazione in asfalto e dalla gradinata di otto alzate a pianta semiottagonale. Il fronte principale è preceduto dal portico sui lati ovest e sud ad archi retti da colonne in marmo che poggiano su un muretto, con volta a crociera e coperto dal tetto con una sola gronda molto aggettante. 
La grotta di Lourdes è posta nella prima campata a sinistra del porticato, completa dal gruppo statuario raffigurante la Vergine con Bernadette Soubirous. L'ingresso principale ad arco con paraste e architrave in arabesco orobico. La parte superiore della facciata, presenta una grande apertura con paraste e timpano spezzato, con laterali due nicchie vuote e termina in un tetto a due spioventi con gronda aggettante.

### Interno
L'interno a unica navata con volta a botte e divisa da lesene in stucco lucido a finto marmo in tre campate. Le lesene poggiano su alto basamento e sono coronate da capitelli corinzi che reggono la trabeazione e il cornicione aggettante che percorre tutta l'aula. la prima campata è dedicata alla zona penitenziale con i confessionali lignei. A sinistra della seconda vi è il battistero inserito nella cappella affrescata da Trento Longaretti raffigurante al centro Battesimo di Gesù nelle acque del Giordano, a sinistra Adamo e Eva, a destra Gesù che invita gli apostoli a battezzare e evangelizzare, la lunetta presenta la raffigurazione di Gesù e Nicodemo mentre l'involto ha l'affresco raffigurante le tre virtù teologali. 

Nella seconda campata l'apertura laterale e tra questa e la terza due porte complete di contorno in pietra che collegano al luogo di deposito. La terza campata è dedicata all'altare della Madonna a sinistra con ancona in marmo e gesso, corrispondente a destra la cappella con l'organo a canne.
La zona presbiteriale anticipata dall'arco trionfale di misura inferiore alla navata con volta a botte.